# Oriol-en-Royans
Oriol-en-Royans – miejscowość i gmina we Francji, w regionie Owernia-Rodan-Alpy, w departamencie Drôme.
Według danych na rok 1990 gminę zamieszkiwało 349 osób, a gęstość zaludnienia wynosiła 22 osób/km² (wśród 2880 gmin regionu Rodan-Alpy Oriol-en-Royans plasuje się na 1281. miejscu pod względem liczby ludności, natomiast pod względem powierzchni na miejscu 720.).